# Anelassorhynchus microrhynchus
Anelassorhynchus microrhynchus är en djurart som tillhör fylumet skedmaskar, och som först beskrevs av Prashad 1919.  Anelassorhynchus microrhynchus ingår i släktet Anelassorhynchus och familjen Echiuridae. Inga underarter finns listade i Catalogue of Life.